# Тета-варіант SARS-CoV-2
Тета-варіант, також відомий як лінія P.3, є одним із варіантів SARS-CoV-2, вірусу, що викликає COVI-19. Варіант був вперше ідентифікований на Філіппінах 18 лютого 2021 року, коли на Центральних Вісайських островах було виявлено дві мутації, що викликають занепокоєня. Він був виявлений в Японії 12 березня 2021 року, коли мандрівник з Філіппін прибув до міжнародного аеропорту Наріта во Токіо.
Він відрізняється від тих, які вперше були виявлені у Сполученому Королівстві, Південній Африці та Бразилії, і, як вважають, представляє подібну загрозу. Варіант більш стійкий до нейтралізуючих антитіл, у тому числі отриманих внаслідок вакцинації, як, наприклад, південноафриканський та бразильський варіанти.
Відповідно до спрощеної схеми найменування, запропонованої Всесвітньою організацією охорони здоров’я, P.3 позначено як Тета-варіант, і вважається варіантом, що викликає інтерес (VOI), але ще не варіантом, що викликає занепокоєння.
Станом на липень 2021 року Тета більше не розглядається ВООЗ як варіант, який цікавить.

## Класифікація

### Іменування
17 березня 2021 року Служба охорони здоров’я Англії (PHE) назвала Lineage P.3 VUI-21MAR-02.
1 червня 2021 року Всесвітня організація охорони здоров’я (ВООЗ) назвала лінію P.3 тета-варіантом.

### Мутації

Амінокислотні мутації тета-варіанта SARS-CoV-2, нанесені на карту геному SARS-CoV-2 з акцентом на спайку.

Загалом у всіх зразках (позначених red нижче) спостерігали 14 замін амінокислот, включаючи сім мутацій білка. Серед мутацій спайкового білка чотири раніше були пов’язані з лініями, що викликають занепокоєння (тобто, E484K, N501Y, D614G та P681H), тоді як три додаткові заміни спостерігалися у напрямку С-кінцевої області білка (тобто E1092K, H1101Y та V1176F). У всіх зразках також була виявлена одна амінокислотна заміна на N-кінці ORF8 (тобто K2Q). Три інші мутації були помічені в 32 з 33 зразків (позначених green ), включаючи делецію трьох амінокислот у позиціях білка спайка з 141 по 143. Нарешті, у всіх випадках також було виявлено п’ять синонімічних мутацій (позначених gray ).
| Ген    | Амінокислота  |
| ------ | ------------- |
| ORF1ab | F924F         |
| ORF1ab | D1554G        |
| ORF1ab | S2433S        |
| ORF1ab | L3201P        |
| ORF1ab | D3681E        |
| ORF1ab | N3928N        |
| ORF1ab | L3930F        |
| ORF1ab | P4715L        |
| ORF1ab | A5692V        |
| С      | LGV141_143del |
| С      | E484K         |
| С      | N501Y         |
| С      | G593G         |
| С      | D614G         |
| С      | P681H         |
| С      | S875S         |
| С      | E1092K        |
| С      | H1101Y        |
| С      | V1176F        |
| ORF8   | K2Q           |
| Н      | R203K         |
| Н      | G204R         |

| Ген   | Амінокислота  |
| ----- | ------------- |
| ORF1a | D1554G        |
| ORF1a | S2625F        |
| ORF1a | D2980N        |
| ORF1a | L3201P        |
| ORF1a | D3681E        |
| ORF1a | L3930F        |
| ORF1b | P314L         |
| ORF1b | L1203F        |
| ORF1b | A1291V        |
| С     | LGV141_143del |
| С     | E484K         |
| С     | N501Y         |
| С     | G593G         |
| С     | D614G         |
| С     | P681H         |
| С     | S875S         |
| С     | E1092K        |
| С     | H1101Y        |
| С     | V1176F        |
| ORF8  | K2Q           |
| Н     | R203K         |
| Н     | G204R         |

## Історія
18 лютого 2021 року Департамент охорони здоров’я Філіппін підтвердив виявлення двох мутацій COVID-19 у Центральних Вісайських островах після того, як зразки пацієнтів були відправлені для секвенування геному. Пізніше мутації були названі E484K і N501Y, які були виявлені в 37 з 50 зразків, причому обидві мутації зустрічалися одночасно в 29 з них. Офіційних назв варіантів не було, а повна послідовність ще не була визначена.
12 березня 2021 року Японія виявила цей варіант у мандрівника з Філіппін.
13 березня 2021 року Департамент охорони здоров’я підтвердив, що мутації становлять новий варіант, який був позначений як лінія P.3. Того ж дня він також підтвердив свій перший випадок лінії P.1 в країні. Хоча лінії P.1 і P.3 походять від однієї лінії B.1.1.28, у департаменті сказали, що вплив лінії P.3 на ефективність вакцини та її передачу ще не встановлено.
17 березня 2021 року Велика Британія підтвердила свої перші два випадки, коли Public Health England (PHE) назвала це VUI-21MAR-02.
30 квітня 2021 року Малайзія виявила 8 випадків походження P.3 у Сараваку.

## Статистика
| Країна                                                             | ЯНГОЛІН | outbreak.info | Регенерон | Інші джерела |
| ------------------------------------------------------------------ | ------- | ------------- | --------- | ------------ |
| Шаблон:Дані країни Philippines</img>Шаблон:Дані країни Philippines | 455     | 513           | 516       | 461          |
| США                                                                | 17      | 20            | 17        |              |
| Німеччина                                                          | 11      | 11            | 11        |              |
| Шаблон:Дані країни Malaysia</img>Шаблон:Дані країни Malaysia       | 10      | 10            | 10        | 13           |
| Сполучене Королівство                                              | 9       | 9             | 9         | 10           |
| Японія                                                             | 7       | 8             | 8         |              |
| Нідерланди                                                         | 7       | 7             | 7         | 4            |
| Канада                                                             | 5       | 5             | 5         |              |
| Австралія                                                          | 3       | 3             | 4         |              |
| Бельгія                                                            | 3       | 3             | 3         |              |
| Китай                                                              | 3       | 14            | 14        |              |
| Гуам                                                               | 3       | –             | 3         |              |
| Шаблон:Дані країни New Zealand</img>Шаблон:Дані країни New Zealand | 3       | 3             | 3         |              |
| Норвегія                                                           | 3       | 3             | 3         |              |
| Шаблон:Дані країни Singapore</img>Шаблон:Дані країни Singapore     | 3       | 3             | 3         |              |
| Шаблон:Дані країни Angola</img>Шаблон:Дані країни Angola           | 2       | 2             | 2         |              |
| Шаблон:Дані країни South Korea</img>Шаблон:Дані країни South Korea | 2       | 2             | 2         |              |
| Швеція                                                             | 2       | 2             | 2         |              |
| Шаблон:Дані країни Brazil</img>Шаблон:Дані країни Brazil           | 1       | 1             | 1         |              |
| Фінляндія                                                          | 1       | 1             | 1         |              |
| Всього                                                             | 550     | 620           | 624       | 488          |